# Thurakit Boonratanathanakorn
Thurakit Boonratanathanakorn, né le 18 mars 1989, est un coureur cycliste thaïlandais. Il est membre de l'équipe Thailand Continental.

## Palmarès sur route

### Par année
- 2009
  -  Champion d'Asie sur route espoirs
  - 9e du championnat d'Asie sur route
- 2013
  - 4e étape du Tour de Thaïlande
- 2014
  - 3e du championnat de Thaïlande du contre-la-montre
- 2015
  -  Médaillé d'argent du contre-la-montre aux Jeux d'Asie du Sud-Est
- 2017
  - 2e étape du Masters Tour of Chiang Mai
  -  Médaillé d'argent du contre-la-montre par équipes aux Jeux d'Asie du Sud-Est
- 2019
  -  Médaillé d'or du contre-la-montre par équipes aux Jeux d'Asie du Sud-Est
  -  Médaillé d'or de la course en ligne par équipes aux Jeux d'Asie du Sud-Est

### Classements mondiaux
| Année         | 2013 | 2014 | 2015 | 2016 | 2017 | 2018 |
| ------------- | ---- | ---- | ---- | ---- | ---- | ---- |
| UCI Asia Tour | 242e | 387e |      |      |      | 225e |

## Palmarès sur piste

### Championnats du monde
- Pruszków 2019
  - 21e de la course aux points

### Championnats d'Asie
- Charjah 2010
  -  Médaillé de bronze du scratch
- Nakhon Ratchasima 2011
  -  Médaillé de bronze du scratch
- Kuala Lumpur 2012
  -  Médaillé d'argent du scratch

### Jeux d'Asie du Sud-Est
- Nilai-Putrajaya 2017
  -  Médaillé d'argent de la poursuite par équipes
  -  Médaillé d'argent du scratch

### Jeux asiatiques et d'arts martiaux en salle
- Achgabat 2017
  -  Médaillé de bronze de la poursuite par équipes[4]